# Македонска патриотична организация
Македонската патриотична организация или МПО (на английски: Macedonian Patriotic Organization, MPO) е политическа организация, основана във Форт Уейн, САЩ през 1922 година от емигранти от Егейска Македония. Първоначално се нарича Македонска политическа организация, но сменя името си през 1952 година. От 1927 година публикува вестник „Македонска трибуна“ на български език, след това и на английски.
Първоначалната цел на организацията е да търси решение на Македонския въпрос под формата на Независима македонска държава, в която всички етнически групи биха имали равни човешки права и свободи. През десетилетията МПО се развива значително и в началото на XXI век е организация с нестопанска цел, която развива и съхранява обичаите, историята, традициите на наследниците на македонските емигранти в Новия свят. МПО е традиционен защитник и популяризатор на българския произход на македонските славяни. МПО обединява хора с българско и небългарско самосъзнание.
След разпада на Югославия през 1991 година МПО подкрепя Република Македония като независима държава и организира кампании в САЩ и Канада в нейна защита. Официален химн на организацията е маршът „Изгрей зора на свободата“. Традиционен политически и идеологически противник на организацията е Македонският народен съюз, а по-късно Обединената македонска диаспора.
Македонската патриотична организация е най-старата, съществуваща до днес, организация в Северна Америка, обединяваща американци и канадци с корени от Македония. Секции на МПО съществуват в различно време в Австралия, Нова Зеландия, Южна Америка и Западна Европа.

## История

### Българска емиграция в САЩ и Канада
Македонската емиграция в САЩ и Канада осезателно нараства след погромите от Илинденско-Преображенското въстание през 1903 г. Създават се български църковни общини и други учреждения, последвани от първата политическа организация Македоно-одрински български народни организации (МОБНО), която дава тласък на обединението на подобните организации в Македоно-български народен съюз. Организацията е нетрайна и скоро се разпада, но през 1918 година в Чикаго, Илинойс, се състои нов конгрес на македонските емигранти с искане за справедливо решение на македонския въпрос след Първата световна война. Имигранти в САЩ и Канада от Македония, включително някои, които са се борили срещу Османската империя, участвали в Илинденско-Преображенското въстание от 1903 г., основават МПО в 1922 година във Форт Уейн, Индиана. От самото си начало МПО е застъпник на идеята за организиране и образоване на емигрантите в гражданска отговорност и да ги подготви да се борят за освобождението на Македония и утвърждаването ѝ в „държавна единица, с цел гарантирането на конституцинни, етнически, религиозни, културни и политически права и свобода на гражданите.“ Основателите на МПО в стремежа си към свободна и независима Македония приемат лозунга „Македония за македонците“, прокламация на Уилям Гладстон, който в 1897 изразява своите възгледи относно Македонския въпрос. Употребата на понятията „македонци“ и „македонски емигранти“ в първата схема се отнасят еднакво към всички етнически групи в Македония – българи, власи, турци, албанци, гърци и други.

### Основаване и идеология
Организацията е основана през 1922 година. Форт Уейн, Индиана и Стийлтън, Пенсилвания са големите центрове на македонската емиграция по това време, следвани от Индианаполис, Гари, Индиана, Лансинг, Детройт, Дейтън, Спрингфийлд, Охайо, Синсинати и Ню Йорк. Форт Уейн е избран за място на първия конгрес на МПО от 2 октомври 1922 година, с редица делегати, множество от които са участници в Илинденско-Преображенското въстание. Първият конгрес начертава план, по който да се изгради цялостна структура на новата организация. Формирана е като отвъдокеански клон на Вътрешната македонска революционна организация, за да лобира за разрешаване на Македонския въпрос в Лигата на нациите и пред американското правителство. Първоначално избраното име на организацията е „Македонска политическа организация“, което остава до 1952 година, а за основен девиз е избран „Македония на македонците“.
Статутът на МПО от 1925 година дефинира целите ѝ както следва: „За взаимопомощ и защита на хората от Македонския народ - и за освобождението на Македония от политическите субекти - и за насърчаване на древното право на Македония като държава и нация - всичко това, както е по-пълно изложено в нейния устав.“ През следващите няколко годишни конгреси, делегатите финализират организационния устав.  Членството в МПО според него е отворено за всички хора от областта Македония, „без значение на тяхната националност, религия, пол или убеждения“.

### Първи изяви
От основаването си МПО се старае да организира и образова емигрантите с граждански ценности, и да ги подготви да се борят в подкрепа на македонското освобождение. През следващите десетилетия МПО се застъпва за основаването на независима и обединена македонска държава, която да „гарантира конституционните, етническите, религиозните, културните и политическите права и свободи на всички свои граждани“.
За да изпълнят уговорките от устава на МПО, делегатите на Четвъртия конгрес на МПО от 1925 година решават да се основе вестник, официален орган на организацията. Той е основан под името „Македонска трибуна“, а публикуването му започва под насоките и водачеството на секретаря на ЦК на МПО Йордан Чкатров на 10 февруари 1927 година. Мястото на първата редакция на вестника, където се помещава до 1949 година в Индианаполис, е щатска историческа забележителност. Действията на Чкатров повдигат вниманието на югославските дипломатически и консулски служби в САЩ, които вече наблюдават с особено внимание МПО. Когато България заема части от Вардарска и Южна Македония през април 1941 година, МПО първоначално поздравява действията на страната и подкрепя политиката за повторно въвеждане на българския език и духовенство в Македония. Въпреки това МПО променя позициите си спрямо България, след като тя обявява война на САЩ през декември 1941 година, след което напълно подкрепя САЩ във военните действия.

### Периодът на Студената война
След Втората световна война МПО има между 30 и 40 активни членове във Форт Уейн. Макар да живее в изгнание в Италия, последният водач на ВМРО Иван Михайлов успява да реорганизира МПО в легален продължител на ВМРО в САЩ и Канада. Това е признато в аналитичен доклад на ЦРУ от 1953 година, който нарича МПО „американският клон на ВМРО“, и твърди че чрез тогавашния секретар Любен Димитров, действа като орган за набиране на средства за дейностите на Иван Михайлов. Чрез нейния вестник „Македонска трибуна“, МПО критикува СФР Югославия и НР България, както и гръцката антиславомакедонска политика. 
През 70-те години на XX век „Македонска трибуна“ редовно публикува статии и призиви от Михайлов. Неговите спомени, написани на български, се рекламират от вестника и се четат масово. Неговото влияние в МПО в крайна сметка отслабва, когато по-младо поколение ръководители, водени от Иван Лебамов и Христо Низамов, се сблъскват с авторитаризма на Иван Михайлов и започват да премахват неговите привърженици от ръководни позиции. По-късно в МПО назрява първи сериозен скандал. Групата на Петър Ацев, Христо Лагадинов, Тодор Чукалев, Христо Низамов, Христо Анастасов, Иван Лебамов и Георги Лебамов, която се противопоставя срещу авторитаризма на Иван Михайлов, постепенно е изтласкана от ръководните постове на организацията.
През годините мнозина от родените в Америка наследници на македонски българи започват да имат все по-малко познания за България и започват да се идентифицират по-просто като македонци. През 1956 година МПО дефинира термините македонец и македонски имигранти в своите устави като принадлежащи на всички националности от Македония – българи, арумъни, турци, албанци и други. През 90-те години на XX век МПО започва открито да приема и прегръща концепцията за етническа македонска идентичност, както и македонобългарската идентичност на своите основатели. Преди независимостта на РС Македония МПО адвокатства за „Свободна и независима Македония – Швейцария на Балканите“, съставлявана от Вардарска, Егейска и Пиринска Македония, където всички етнически групи да живеят задружно в мир. На 22 февруари 1990 година „Македонска трибуна“ публикува статия на тогавашния президент Иван Лебамов, в която той заявява, че МПО отговаря на промяната в Македония в световен мащаб и в този на организацията, като признава реалността за етнически македонци и ги приканва да се присъединят към МПО като равни на останалите членове.
Македонската патриотична организация има силно влияние върху множество български църковни общини в Съединените щати и Канада и изразява силно отрицателно отношение към намесата на комунистическия режим в дейността на Българската православна църква. През 1962 година, когато нюйоркският епископ Андрей Велички решава да признае Софийския синод, тези общини се отделят от неговата епархия и преминават към Задграничната руска православна църква, а през 1976 година – към Американската православна църква, където образуват българска архиепископия, начело с Кирил Йончев.

### Следващ период
След смъртта на Михайлов през 1990 година и прокламирането на независимостта на Република Македония в МПО започва да се засилва македонисткото влияние, което постепенно завоюва позиции в организацията. Пробългарските ѝ клонове често са подлагани на атаки или са изключвани от нея. Така например Македонската патриотична организация се разграничава от МПО „Любен Димитров“, Торонто, оглавявана от Георги Младенов и издаваща свой собствен вестник „Македонска трибуна“ с пробългарски позиции.
РС Македония се отделя от Югославия на 8 септември 1991 година, само дни след това делегация на МПО посещава Вашингтон в опит да лобира за признаването на самостоятелната държава пред правителството на САЩ. Делегатите са приети от сенаторите от Индиана – Дан Коутс и Ричард Люгер, както и от представители от долната камара от Индиана. През целия период на 90-те години на XX век МПО лобира за признаването на независимостта на РС Македония.
За да окаже натиск за признаването на РС Македония, президентът на МПО Иван Лебамов изпраща резолюция, изготвена на конгреса на МПО в Детройт, до много държавни глави по цял свят. През септември 1992 година МПО организира „Форум на македонското единство“, който събира на едно място ръководството на МПО, на „Обединените македонци“ от Торонто и представители от ВМРО-ДПМНЕ. Делегатите се разбират за обща цел – свободна и независима Македония, а в резултат от срещата излиза обща резолюция, в която изискват международното признаване на страната.
През цялата 1992 година гръцката диаспора в САЩ и Канада демонстрира против признаването на независима Република Македония, преди всичко против името на новата държава, съдържащо понятието „Македония“. Те твърдят, че Македония е древногръцко име и че новообявилата независимост държава краде името от тях. Гръцкият православен архдиоцез на Америка също изисква от американското правителство да не признава независимостта на Република Македония. В противовес Лебамов изпраща протестни писма против тази позиция до патриарсите и митрополитите на поместните православни църкви в цял свят и до множество вестници. Също така той изисква от американските македонци да подсилят пропагандните си дейности за признаване на Република Македония на международно ниво възможно най-скоро. Американските македонци се отзовават на неговия повик с масови кампании като писане на множество статии в американската преса и обаждайки се на своите сенатори в Конгреса. В резултат на активизма на МПО, съвместно с политическите действия на официалните власти в Скопие, държавата е приета в ОН.
МПО също така използва влиянието си пред американския сенат да подкрепи усилията за стабилизация на новата държава. Лебамов моли сенатора от Индиана Люгер да предложи на САЩ да изпратят войски в Република Македония. Лебамов също така информира за това предложение Киро Глигоров, президент на Република Македония. Предложението на МПО е подкрепено от председателя на комисията по външните работи Реп. Фаскел. През ноември 1992 година МПО моли американските македонци да звънят на горещите линии на Белия дом директно да се свържат с президента Буш и той да признае незабавно Република Македония. През 1994 година членове на ЦК на МПО посещават Вашингтон, където правят няколко опити да промотират интересите на македонските американци.
В неофициално интервю за вестник от Република Македония през 2005 година, бившият президент на МПО Георги Лебамов остро критикува липсата на демокрация в страната, както и официалната ѝ историография, отбелязвайки българското историческо наследство на държавата.
След като през 2009 година МПО „Швейцария на Балканите“ от Торонто обявява подкрепата си за репресираната българка Спаска Митрова, президентът на МПО Андреа Алушев демонстративно изключва от организацията председателя ѝ Лабро Королов и неговите сподвижници. През 2010 г. новият Централен комитет на МПО възстановява МПО „Швейцария на Балканите“ в организацията и реабилитира Королов като член на ръководството.

### Българска емиграция в Австралия и Нова Зеландия
В края на XIX век и началото на XX век първите български емигранти пристигат в Австралия, но най-осезаеми са емигрантските вълни в периода на войните за национално обединение на българите (1912 – 1918). Към 1930 година има около 4000 македонски българи в Австралия, а до края на Втората световна война общият брой на българите възлиза на 8 – 10 000 души.
Град Пърт се оформя като първата българска колония с изселници от Русенско, Свищовско, Горнооряховско и Поповско от Царство България, както и бежанци от Кономлади, Турие и Горно Котори и Долно Котори. През 20-те години на XX век е построен македонски дом, а Васил Чорбаджиев от Кономлади и Павел Божинов от Турие отварят първата българска фурна за хляб. Втора българска колония се оформя в Аделаида, където българите населяват главно квартал Бракин Хил и се черкуват в руската православна църква. През 30-те години на XX век в най-голяма българска колония израства Мелбърн, който се превръща в стопански и културен център на българите, които в града са бежанци главно от Горно Неволяни, Баница, Буково. По-малки колонии се обособяват в Сидни, Канбера, Брисбън и Шепъртън.
През 1928 година в Австралия пристига Христо Аврамов от Нерет, член на МПО в САЩ, който през 1930 година основава заедно с Павел Божинов, Атанас Вишин, Васил Георгов, Коста Михайлов, Коста Търпов и Димитър Търпов секция на МПО в Пърт. Същата година Кръстю Цветков, Петър Филипов, Лазар Пеновски и Христо Иванов създават „Народна македоно-българска организация“ в Сидни и скоро след това се присъединяват към МПО. През 1934 година в Мелбърн пак Христо Аврамов инициира създаването на МПО „Тодор Александров“ с председател П. Т. Яневски. През 1935 година в Шепъртън е създадена МПО „Владо Черноземски“ от Саве Белев, Антон Попянев, Илия Ашлаков, Христо Васев, Илия Банков, Мито Донев, Георги Газалинов, Кръстю Ашлаков, Вощерец Иванов, Георги Македонски и Никола Баничков. През 1937 година в Манжимут се основава пета поред секция на МПО от Атанас Т. Петров. През 1950 година е ръкоположен първият български свещеник в Австралия П. Филипов и е образувана българска църковна община в Пърт, а след това и в Аделаида, Канбера и Сидни. Построена и осветена е църквата „Св. св. Кирил и Методий“
За разединението на българската емиграция в Австралия и Нова Зеландия спомагат Гръцко-македонската организация, която издава бюлетин „Македонски куриер“ и привлича част от бежанците към себе си през 20-те години, липсата на българска църква в Австралия до 50-те години, а след края на Втората световна война пристигането на силно политизираната българска емиграция от България и македонистите, пристигащи от Югославия. В средата на 50-те години Австралия става център на политически борби сред емиграцията, в резултат на която през 1959 година местната българска църква е откъсната от лоното на Българската православна църква в полза на про-югославската емиграция.
Значително количество български бежанци пристигат в Нова Зеландия през 1951 година. Това са предимно емигранти от Вардарска Македония и България, подложени на денационализиране от новите власти, а след това преминали през гръцки концлагери. С помощта на „Международната организация за репатриране на емигранти“ се установяват в град Питони. Същата година емигрантите М. Николов, Димитър Шангов от Неврокоп, Христо Колев от Наколец, Борис Попов от Петрич се свързват с МПО. В 1952 година се създава МПО „Гоце Делчев“ от Мануш Илиев, Марко Николов, Михаил Николов, Яне Пачевски, Атанас Зоев, Никола Димчев, Любомир Стоянов, Яне Божинов, Коста Замфиров, Ангел Попхристов, Борис Белчев, Георги Кръстевски, Стефан Пръчков, Ваньо Бекяров, Борис Попов, Иван Попов и секретаря на местната организация М. Илиев.

## Галерия
- Знамето на Македоно-българския народен съюз
- Шестнадесети конгрес на Македонската патриотична организация, 1937 г.
- Отговор от ОН до МПО, 1953 г.
- Писмо от Бил Клинтън до МПО, 1995 г.

## Президенти на МПО
- 1. Анастас Стефанов (1922 – 1923)
- 2. Васил Ишков (1923 – 1924)
- 3. Пандил Шанев (1924 – 1939)
- 4. Коста Попов (1939 – 1950)
- 5. Методи Чанев (1950 – 1963)
- 6. Петър Ацев (1963 – 1972)
- 7. Аспарух поп Исаков (1972 – 1983)
- 8. Иван Лебамов (1983 – 1994)
- 9. Борис Чалев (1994 – 1996)
- 10. Крис Иванов (1996 – 2006)
- 11. Георги Лебамов (2006 – 2008)
- 12. Андреа Алушев (2008 – 2010)
- 13. Ник Николов (2010 – 2011)
- 14. Фред Меанчов (2011 – 2014)
- 15. Джордан Лебамов (2014 – 2018)
- 15. Мария Маковски (2018 – 2020)
- 16. Стив Петров (2021 – 2023)
- 17. Матю Стефанов (2023 – 2024)[42]
- 18. Ник Стефанов (2024 – днес)[43]

## Организации на МПО
| Пелистер             | Акрон         | Охайо         |
| Аргир Манасиев       | Олбъни        | Ню Йорк       |
| Борис Сарафов        | Кентън        | Охайо         |
| Вардар               | Кливланд      | Охайо         |
| Бистрица             | Синсинати     | Охайо         |
| Свобода              | Кълъмбъс      | Охайо         |
| Пирин                | Дейтън        | Охайо         |
| Татковина            | Детройт       | Мичиган       |
| Независимост         | Дюкейн        | Пенсилвания   |
| Дзоле Гергев         | Елвуд         | Индиана       |
| Мара Бунева          | Елвуд сити    | Пенсилвания   |
| Дим. Михайлов        | Форд сити     | Пенсилвания   |
| Родина               | Гери          | Индиана       |
| Бащин край           | Гранит сити   | Илинойс       |
| Дамян Груев          | Индианополис  | Индиана       |
| 3-ти август          | Джексън       | Мичиган       |
| Пере Тошев           | Джанстаун     | Пенсилвания   |
| Балкански мир        | Ленсинг       | Мичиган       |
| Йордан Гюрков        | Лакавана      | Ню Йорк       |
| Александър Велики    | Лорейн        | Охайо         |
| Братя Миладинови     | Лос Анджелис  | Калифорния    |
| Илинден              | Ню Йорк       | Ню Йорк       |
| Охрид                | Менсфийлд     | Охайо         |
| Христо Матов         | Масилон       | Охайо         |
| Симеон Евтимов       | Рочестър      | Ню Йорк       |
| Пирин                | Сан Франциско | Калифорния    |
| Македония            | Сиатъл        | Вашингтон     |
| Солун                | Спрингфийлд   | Охайо         |
| Белица               | Сент Луис     | Мисури        |
| Прилеп               | Стийлтън      | Пенсилвания   |
| Независима Македония | Сиракюза      | Ню Йорк       |
| Тодор Александров    | Йънгстаун     | Охайо         |
| Васил Чекаларов      | Толидо        | Охайо         |
| Костур               | Форт Уейн     | Индиана       |
| МПО в Канада         | Град          | Щат           |
| Правда               | Торонто       | Онтарио       |
| Владо Черноземски    | Уиндзор       | Онтарио       |
| МПО в Австралия      | Град          | Щат           |
| Трайко Китанчев      | Бриджтаун     |               |
| Тодор Александров    | Н. Фицрой     |               |
| Владо Черноземски    | Шепъртън      | [ 44 ] [ 45 ] |

### Съвременни организации[46]
- 1. Чикаго, Илинойс, МПО „Пирин“
- 2. Синсинати, Охайо, МПО „Бистрица“
- 3. Кълъмбъс, Охайо, МПО „Свобода“
- 4. Детройт, Мичиган, МПО „Бащин край“
- 5. Форт Уейн, Индиана, МПО „Костур“
- 6. Ню Джърси, МПО „Струмишката петорка“
- 7. Йънгстаун, Охайо, МПО „Тодор Александров“
- 8. Торонто, Онтарио, МПО „Победа“
- 9. Индианаполис, Индиана, МПО „Даме Груев“[47]
- 10. Лас Вегас, Невада, МПО „Илинден“[48]

### Други бивши секции на организацията[49]
- Чикаго, Илинойс, МПО „Независимост“
- Финикс, Аризона, МПО „Обединена“
- Вашингтон, Окръг Колумбия, МПО „Свобода“
- Торонто, Онтарио, МПО „Швейцария на Балканите“
- Сао Пауло, Бразилия, МПО „Струмишката петорка“
- Брюксел, Белгия, МПО „Тодор Александров“
- Пахиатуа, Нова Зеландия, МПО „Гоце Делчев“

## Неизползвана литература
- Mitev, Trendafil, „A short history of MPO. The Macedonian Patriotic Organisation in the United States, Canada and Australia“, MNI, Sofia, 2002
- Митев, Трендафил, „Трибуна на македонските българи в новия свят /80 години от създаването на в.”Македонска трибуна”, списание „Македонски преглед“, 2007, кн.2.